# Petrus Legge

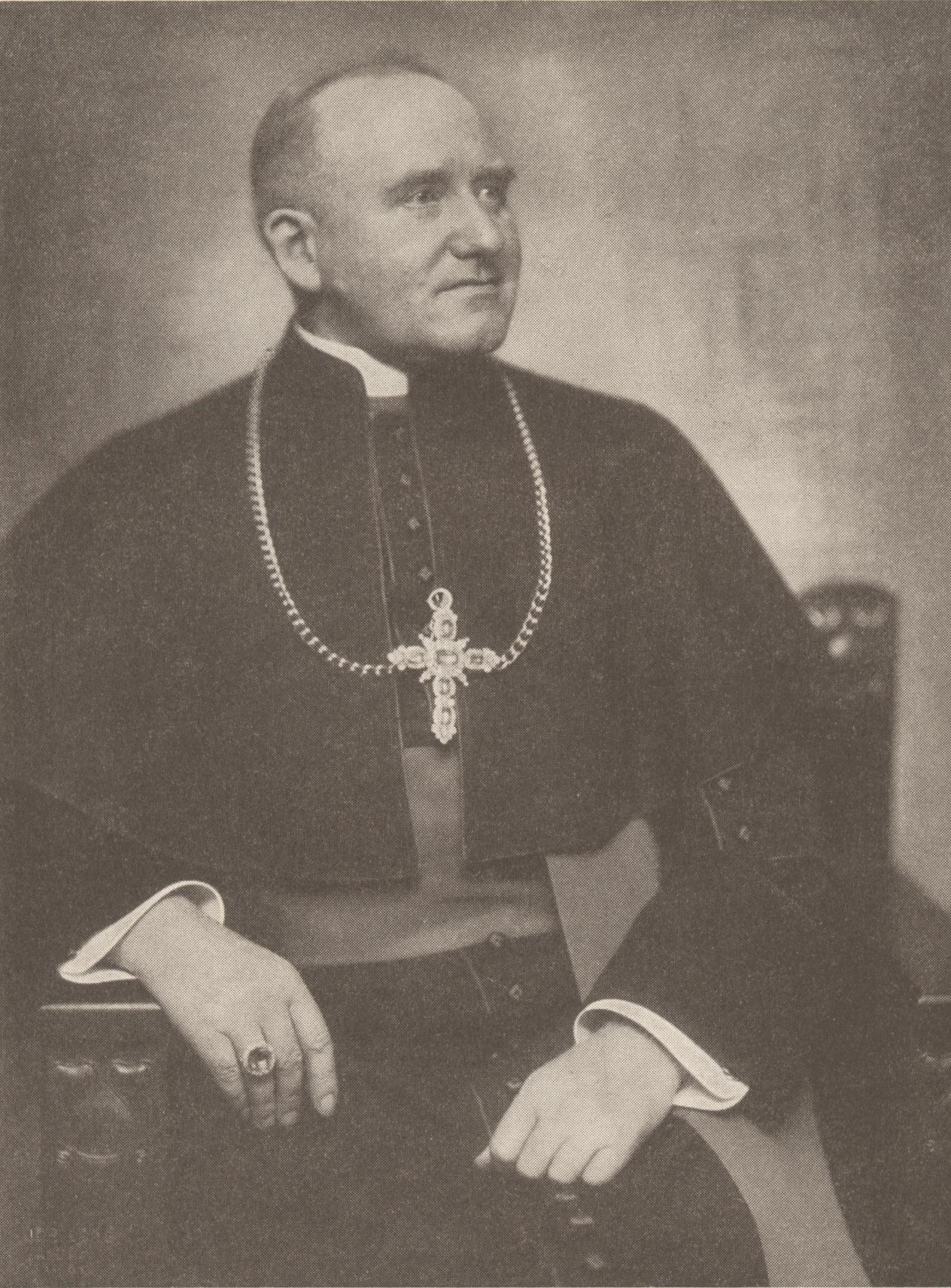
Petrus Legge, Bischof von Meißen

Petrus Theodorus Antonius Legge (* 16. Oktober 1882 in Brakel, Kreis Höxter in Westfalen; † 9. März 1951 in Bautzen) war römisch-katholischer Geistlicher und vom 28. Oktober 1932 bis zu seinem Tod Bischof von Meißen. Von November 1935 bis März 1937 wurde durch das nationalsozialistische Regime im Zusammenhang mit einem gegen ihn geführten Strafverfahren wegen Devisenvergehens seine Abwesenheit aus seinem Bistum erzwungen.

## Leben

### Herkunft und Familie
Peter war das älteste von zehn Kindern des Bierbrauers Stephan Legge und seiner Ehefrau Therese, geborene Nolte. Er wuchs mit seinen drei Brüdern und sechs Schwestern im westfälischen Brakel auf. Die Familie wohnte im Haus Ostheimer Straße 8, wo seine Eltern seit 1871 eine Gastwirtschaft betrieben. Sein Bruder Theodor Legge wurde ebenfalls katholischer Priester. Beide Brüder wirkten später mehrfach in ihren unterschiedlichen kirchlichen Funktionen eng zusammen.

### Schule und Studium
In seiner Heimatstadt besuchte Legge die Volksschule, später die Rektoratsschule, bis er 1903 am Gymnasium Marianum in Warburg die Reifeprüfung ablegte. Anschließend studierte Legge katholische Theologie an der Julius-Maximilians-Universität Würzburg und am Erzbischöflichen Theologen-Konvikt Collegium Leoninum in Paderborn. In Würzburg wurde er Mitglied der katholischen Studentenverbindung KDStV Markomannia Würzburg im CV.

### Priester, Seelsorger und Organisator
Im Anschluss an sein Studium bereitete sich Petrus Legge im Paderborner Collegium Leoninum auf das Priesteramt vor. Am 22. März 1907 empfing er im Dom zu Paderborn durch Bischof Wilhelm Schneider die Priesterweihe. Seine erste Stelle war ab 2. April 1907 als Vikar in der Diasporagemeinde Gerbstedt im Mansfelder Land, die zur Pfarrei Eisleben gehörte. Neben der Seelsorge für die kleine Zahl ortsansässige Katholiken oblag ihm die Betreuung der überwiegend katholischen Wanderarbeiter aus Polen, die dort während der Ernte arbeiten und meist unter ungünstigen Bedingungen wohnen mussten.
Nach vier Jahren in Gerbstedt wurde Legge am 18. April 1911 zum Kaplan an die Pfarrkirche St. Franziskus und St. Elisabeth in Halle (Saale) berufen. Auch in der Großstadt Halle bildeten die Katholiken nur eine Minderheit und die Gemeinde verfügte nur über äußerst beschränkte wirtschaftliche und personelle Mittel. Hier widmete sich Kaplan Legge neben der Gemeindeseelsorge der Fürsorge für die Armen und erneut der Betreuung der dort beschäftigten polnischen Wanderarbeiter. Zudem kümmerte er sich um Strafentlassene und war Ansprechpartner für den Katholischen Mädchenfürsorgeverein in Halle. Daneben engagierte er sich in der Studentenseelsorge und kümmerte sich auch um die soziale Betreuung der katholischen Studenten an der Universität Halle.
Da sich Petrus Legge durch besonderen seelsorgerischen Eifer, ein besonnenes Wesen und großes Verhandlungsgeschick – auch gegenüber staatlichen Stellen – auszeichnete und sowohl bei Katholiken als auch bei Nichtkatholiken als Gesprächspartner geachtet war, berief ihn Bischof Caspar Klein zum 1. März 1924 zum Propst der Sankt-Sebastian-Kirche in Magdeburg und damit zum Bischöflichen Kommissar für den Ostteil des Bistums Paderborn; zudem wurde ihm das Amt des Dechanten des Dekanates Magdeburg übertragen. In seiner Zeit in Magdeburg fielen Petrus Legge wegen der ihm übertragenen Ämter – neben der Seelsorge – vor allem auch administrative Aufgaben zu. Hierzu gehörten der Aufbau einer Vielzahl karitativer Einrichtungen und die verantwortliche Mitarbeit in verschiedensten Verbänden und Gremien.
Überregionale Bedeutung hatte seine Tätigkeit als örtlicher Leiter der Vorbereitung und Organisation des 67. Deutschen Katholikentages in Magdeburg mit rund 40.000 Gläubigen im September 1928, an dem auch als Vertreter des Heiligen Stuhls in Deutschland der Apostolische Nuntius Eugenio Pacelli teilnahm, der spätere Papst Pius XII. Im Juni 1932 wurde Propst Petrus Legge zum Ehrendomherrn in Paderborn ernannt.

### Übertragung der Verantwortung für das Diaspora-Bistum Meißen
Papst Pius XI. ernannte Petrus Legge im September 1932 zum Bischof von Meißen. Die Bischofsweihe erfolgte am 28. Oktober 1932 durch den Paderborner Erzbischof Caspar Klein in der St.-Sebastian-Kirche in Magdeburg. Mitkonsekratoren waren Nikolaus Bares (Bischof von Hildesheim) und Johannes Scheifes (Weihbischof in Münster). Sein Wahlspruch lautete lateinisch Contra spem in spem credere ‚Ich hoffe gegen die Hoffnung zu glauben‘. Am 8. November 1932 wurde Petrus Legge im Dom St. Petri zu Bautzen – dem damaligen Bischofssitz – feierlich als 44. Bischof von Meißen eingeführt. Damit oblag ihm die seelsorgerische und administrative Verantwortung für eines der ärmsten deutschen Bistümer, dem damals ca. 200.000 Katholiken – die überwiegend in der Diaspora lebten – angehörten und das aus 90 Pfarrgemeinden mit 169 Priestern bestand.

### Behinderungen während der Zeit des Nationalsozialismus
Aus offensichtlich politischen Gründen wurde Bischof Legge seitens der Nationalsozialisten die unerlaubte Transferierung eines hohen Reichsmarkbetrages in die Niederlande als verbotene „Devisenverschiebung ins Ausland“ vorgeworfen. Es handelte sich um die Rückzahlung eines dort vor seiner Zeit zur Finanzierung des Bistums aufgenommenen Darlehens. Er wurde am 9. Oktober 1935 verhaftet, befand sich mehrere Wochen in Untersuchungshaft und wurde am 23. November 1935 von der Strafkammer beim Landgericht Berlin wegen „fahrlässiger Devisenverschiebung“ zu einer Geldstrafe von 100.000 Reichsmark verurteilt. Nach dieser Verurteilung war Bischof Legge von Dezember 1935 bis März 1937 aufgrund eines Aufenthaltsverbots für die Diözese Meißen im „Exil“ im Bistum Paderborn und so an der Wahrnehmung seines Amtes als Bischof von Meißen gehindert. Er hielt sich in seiner Heimatstadt Brakel auf. Seitens der NSDAP in Sachsen wurde er als „Volksschädling“ diffamiert und es wurde versucht, seine Rückkehr als Bischof in seine Diözese zu verhindern. Auch der damalige Nuntius in Deutschland, Cesare Orsenigo, äußerte Bedenken gegen Legges Rückkehr ins Bistum Meißen. Vom Vatikan wurde der dem NS-Regime genehme Heinrich Wienken als Koadjutor mit dem Recht der Nachfolge zum Vertreter des abwesenden Diözesanbischofs bestellt. Nach Verhandlungen zwischen der Kirche und der NS-Regierung konnte Bischof Legge Ende März 1937 in sein Bistum zurückkehren. Anschließend ernannte er seinen Vertreter Wienken zum Generalvikar.
Nach seiner Rückkehr bemühte sich Petrus Legge, offene Auseinandersetzungen mit dem NS-Regime zu vermeiden. Er geriet allerdings wegen seelsorgerischer Mahnungen an die Gemeinden in seinem Bischofsbrief Hirtenwort in ernster Zeit vom 15. September 1939 in die Kritik der NSDAP. Er hatte in diesem Hirtenwort seine Ablehnung des Krieges deutlich werden lassen. Als „Volksverräter“ wurde er Bespitzelungen, Verhören und Drohungen durch die Gestapo ausgesetzt. Auch in den folgenden Jahren versuchte er mit großem persönlichen Einsatz durch Hirtenworte und religiöse Unterweisungen in den verschiedenen Pfarrgemeinden seines Bistums mit Bezug auf die Bibel den Gegensatz zwischen dem von Jesus Christus seinen Jüngern als Auftrag verheißenen „Reich Gottes“ und dem „Reich des Satans“ – zeitgeschichtlich gemeint war hier wohl insbesondere das nationalsozialistische „Dritte Reich“ – den Katholiken seines Bistums offenkundig zu machen.
Gegen Ende des Zweiten Weltkrieges wies er seine Pfarrer an, bei ihren Gemeinden zu bleiben. Nachdem Bautzen am 4. Mai 1945 geräumt worden war, blieb er zunächst im Exil in Schirgiswalde und kam nur zu Fronleichnam und dem Tag des Bistumspatrons Benno für die Feierlichkeiten in den Bautzener Dom. Erst am 26. Juni kehrte Legge endgültig und nach eigenen Angaben „bestens erholt“ nach Bautzen zurück.
Nach dem Krieg äußerte Bischof Legge u. a. in seinem Hirtenbrief vom 1. September 1945 öffentlich und unverschlüsselt seine Einschätzungen über den von Hitler-Deutschland ausgelösten Krieg und dessen Folgen sowie die Unterdrückungsfunktion der Gestapo während der vergangenen Jahre. Den Volksentscheid 1946 zur Enteignung in Sachsen hat er befürwortet.

### Tod und Beisetzung

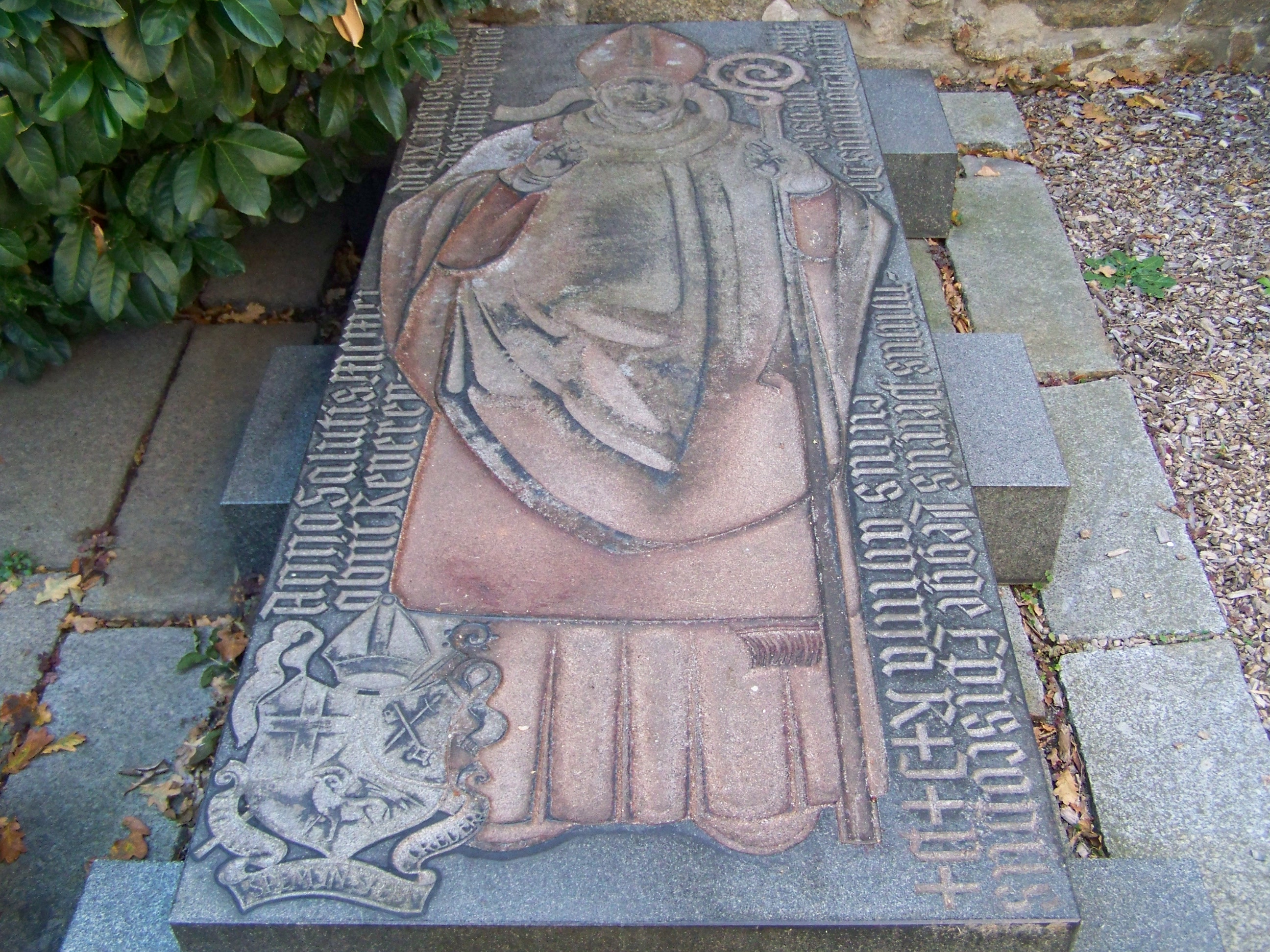
Grabstätte Bischof Petrus Legge - Nikolaifriedhof Bautzen

Am 28. Dezember 1950 auf der Rückfahrt von der Beerdigung des Berliner Erzbischofs Konrad Kardinal von Preysing erlitten Bischof Legge, sein Begleiter Domkapitular Hötzel und der Fahrer ihres Wagens auf glatter Fahrbahn in Lübben im Spreewald einen Unfall, bei dem der Fahrer unmittelbar ums Leben kam. Zunächst schien Bischof Legge nur leicht verletzt zu sein. Allerdings erlitt er als Folge des Unfalls im März 1951 zwei aufeinander folgende Schlaganfälle, denen er letztlich erlag. Bischof Legge wurde unter großer Anteilnahme auf dem Nikolaifriedhof in Bautzen beigesetzt. Das feierliche Requiem hielt der Paderborner Erzbischof Lorenz Jaeger, der den Verstorbenen in seiner Traueransprache als einen „großen Beter und Kreuzträger“ würdigte.
Unter den Trauergästen befanden sich der sächsische Ministerpräsident, Max Seydewitz, und der Leiter der Hauptabteilung Verbindung zu den Kirchen in der Regierungskanzlei der DDR, Kurt Grünbaum, sowie für den Landesverband Sachsen der CDU der geschäftsführende Vorsitzende, Magnus Dedek, wie auch weitere Vertreter der Öffentlichkeit aus Stadt und Land.

## Auszeichnungen und Würdigungen
- 1932 Ehrenbürger der Stadt Brakel
- 1962 Straßenbezeichnung Petrus-Legge-Weg im Stadtteil Heinefeld
- 1962 Namensgeber für das städtische Petrus-Legge-Gymnasium, das ab 2020 in die neue Gesamtschule Brakel integriert wurde